# Tel Aviv Zoo
Tel Aviv Zoo – Ogród zoologiczny założony w 1938 r w Tel Avivie. W 1980 r zoo zostało zamknięte, a zamieszkujące je zwierzęta przeniesiono do ogrodu zoologicznego w Ramat Gan. 

## Historia

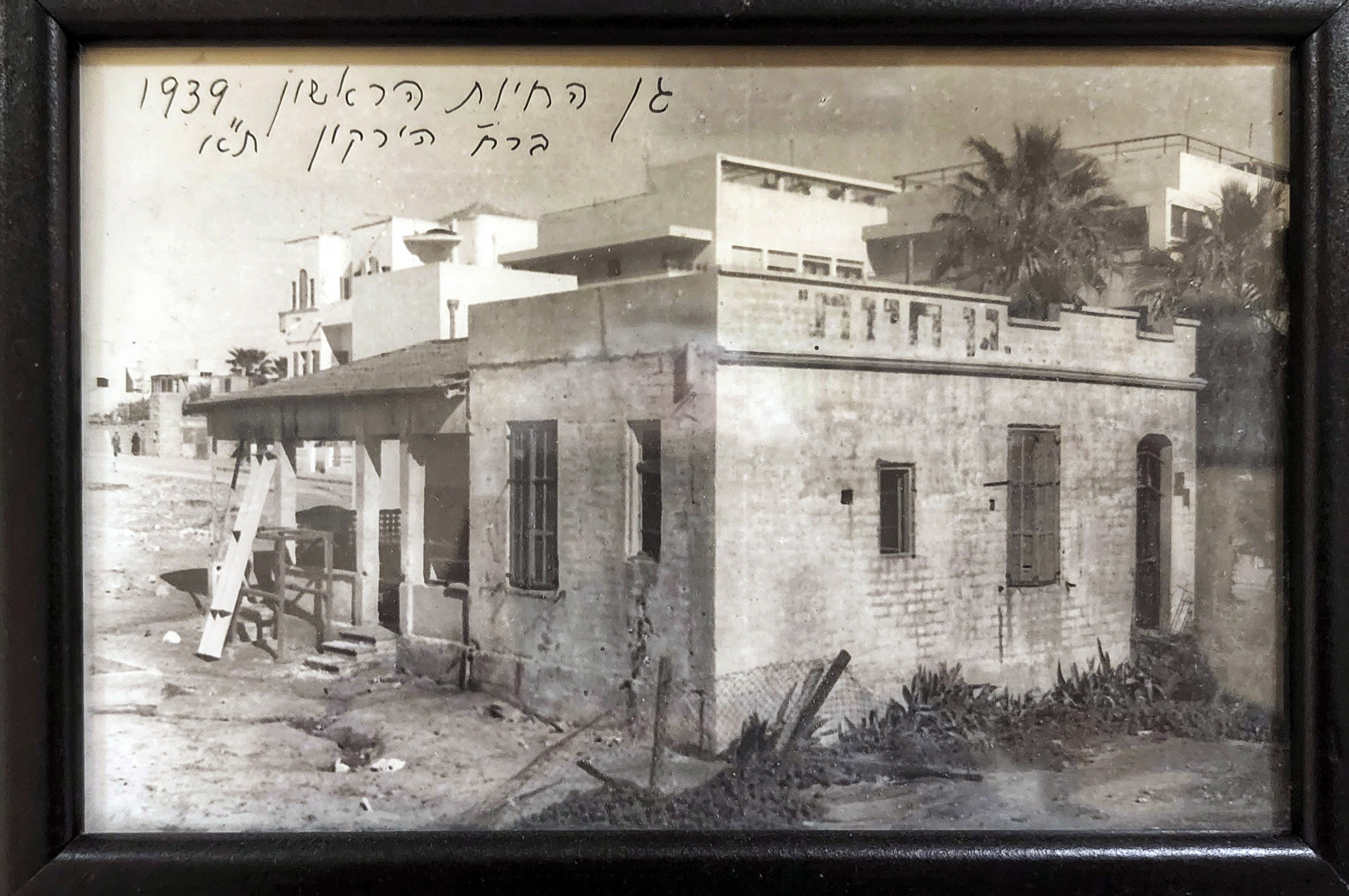
Pierwsza lokalizacja zoo, przy ulicy HaYarkon 65

Założycielem ogrodu zoologicznego był rabin Mordechaj Schornstein. W 1935 r Schorstein przybył z Kopenhagi do Tel Avivu. Przy ulicy Shenkin 15 założył sklep zoologiczny nazwany „Gan Hayot” (heb. zoo), gdzie sprzedawał różne gatunki ptaków, a także małych małp. W 1938 r. w domu z ogrodem przy ulicy HaYarkon 65 założył menażerię, w której znajdowały się węże, niedźwiedź, śpiewająca papuga o imieniu Valencia, dwa tygrysy oraz dwa otrzymane z zoo w Kairze lwy o imionach Gabor i Tamar. Powiększająca się liczba drapieżników, a także ucieczka niedźwiedzia stały się problemów dla sąsiadujących z menażerią mieszkańców, władze miasta nakazały zlikwidowanie placówki.
Grupa sympatyków wystosowała do władz miasta petycję o przyznanie Schornsteinowi parceli, na której będzie mógł dalej prowadzić działalność. Ratusz przystał na apele, przekazując działkę na północno-zachodnim krańcu miasta. W grudniu 1938 r. ogród zoologiczny został otwarty. Mimo obaw o rentowność ogrodu, spowodowanych lokalizacją daleką od ówczesnego centrum Tel Avivu do zoo w pierwszy roku funkcjonowania przyszło 50 tys. ludzi. 

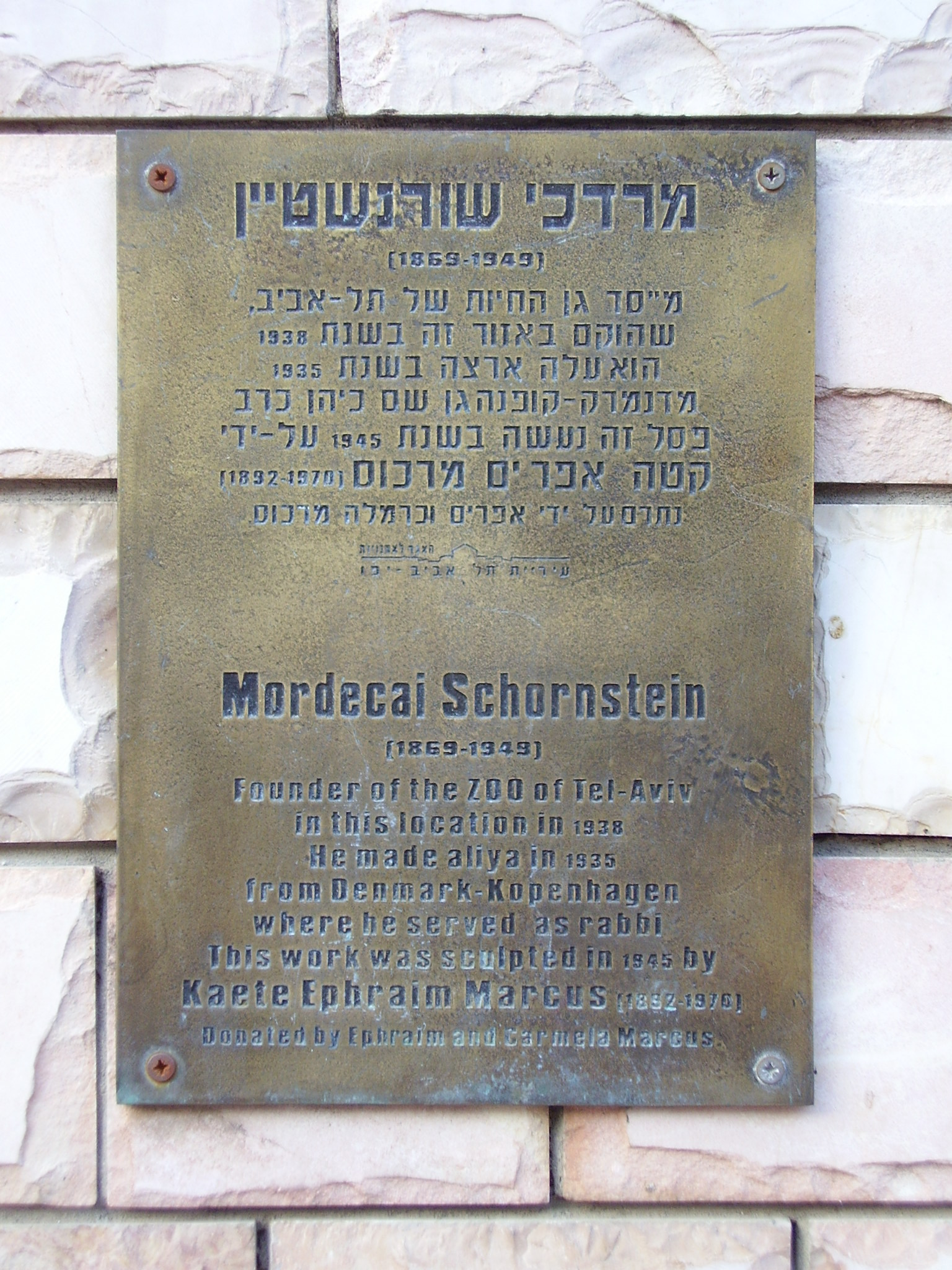
Tablica upamiętniająca Mordechaja Schornsteina, założyciela zoo w Tel Avivie

W latach 1960-1970 zoo było jednym z niewielu placówek, w których z powodzeniem rozmnażano flamingi. Na skutek rozrostu miasta zoo ponownie bezpośrednio graniczyło z dzielnicami mieszkalnymi. Do ratusza ponownie spływały skargi mieszkańców sąsiadujących z placówką. W połowie lat 60. rozpoczęto proces przenoszenia zwierząt do innej lokalizacji, dzisiejszego Centrum zoologicznego Tel Aviv-Ramat Gan. Ogród zoologiczny w Tel Avivie został zamknięty w 1980 r., obecnie na tym terenie znajduje się centrum handlowe.  